# Dea Gravida

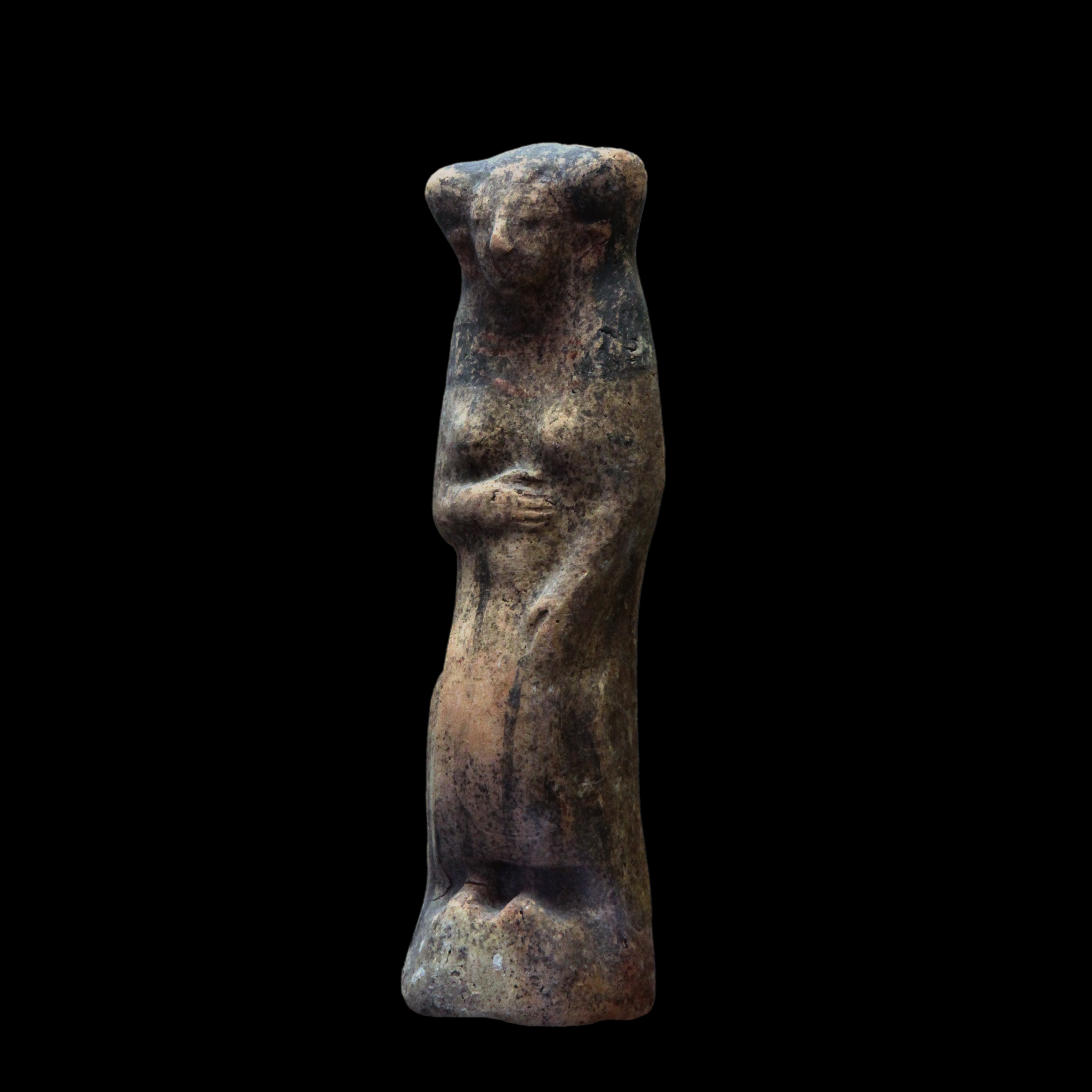
Una figura chipriota de Dea Gravida que data entre los siglos VIII-V a.C. (Museo del Louvre)

Dea Gravida o Dea Tyria Gravida era una diosa o una representación de mujeres mortales, asociada con la procreación y la fertilidad propias de la cultura fenicia. Aunque no se sabe mucho sobre el culto alrededor de Dea Gravida, se han encontrado estatuas votivas de terracota en el Mediterráneo oriental, especialmente en Fenicia y Chipre. Tales estatuillas difieren de las figuras kourotróficas, que sostienen bebés y que no están visiblemente embarazadas.

## Etimología
Dea Gravida es un nombre que los arqueólogos modernos han aplicado a este tipo de figuras que se traduce como "diosa embarazada". El término gravida proviene de la palabra latina gravidus que se usa para describir a una mujer que está embarazada. Tyria es una referencia a Tiro, que fue donde se han encontrado muchos de estos tipos de figuras.

## Rol en cultos

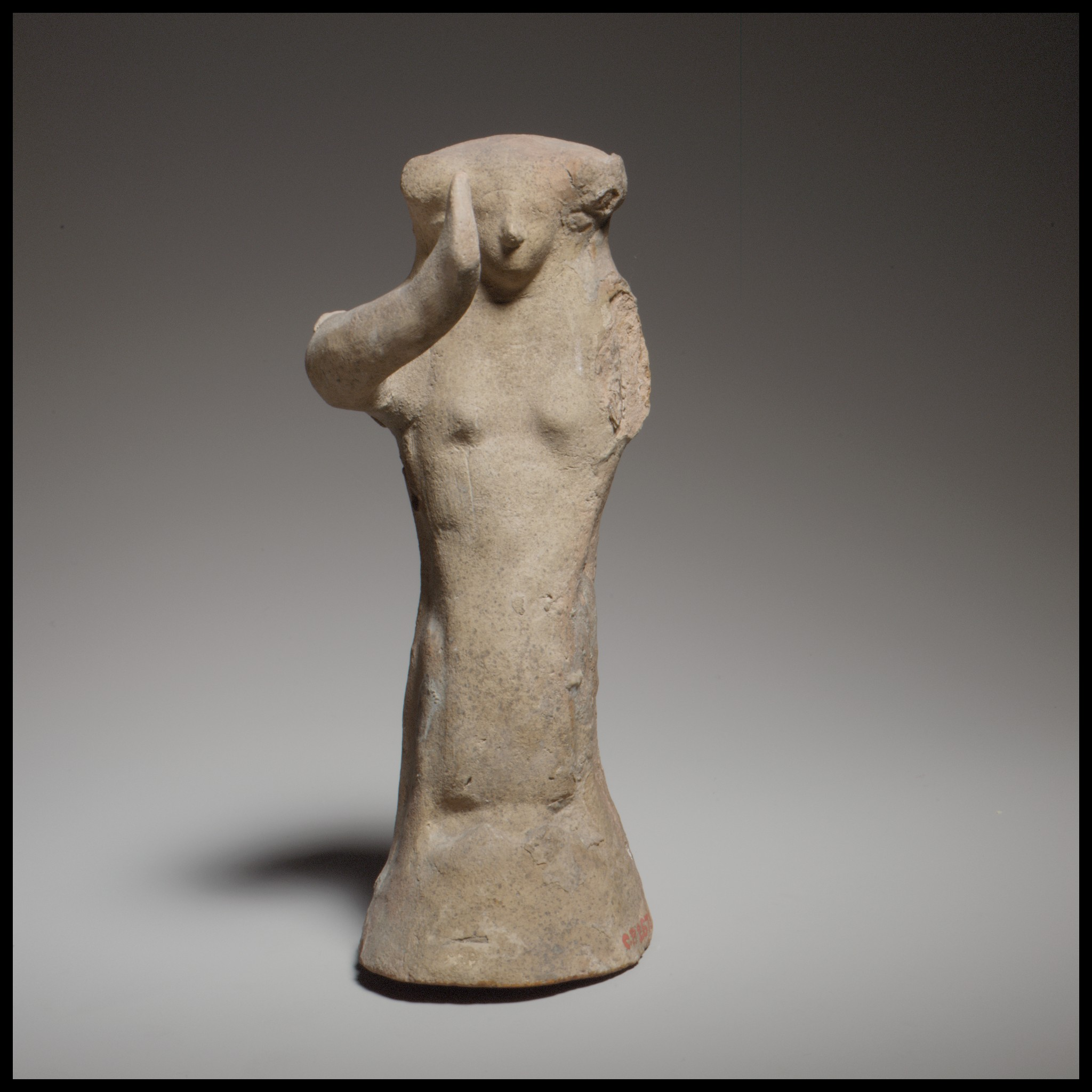
Estatuilla chipriota de una Dea Gravida sentada

El papel exacto en el culto y el propósito de las figuras votivas no está claro. Se ha sugerido que las cifras representan una diosa madre o diosa de la fertilidad, prostitutas sagradas o hechizos para proteger a las mujeres durante el embarazo. Se han encontrado ocasionalmente figuras de Dea Gravida junto con una estatua de un hombre barbudo con una corona egipcia atef. Es posible que juntos hayan formado una pareja divina, sin embargo, no está claro exactamente por qué estaban juntos o a quién se supone que representan.

## Figuras votivas

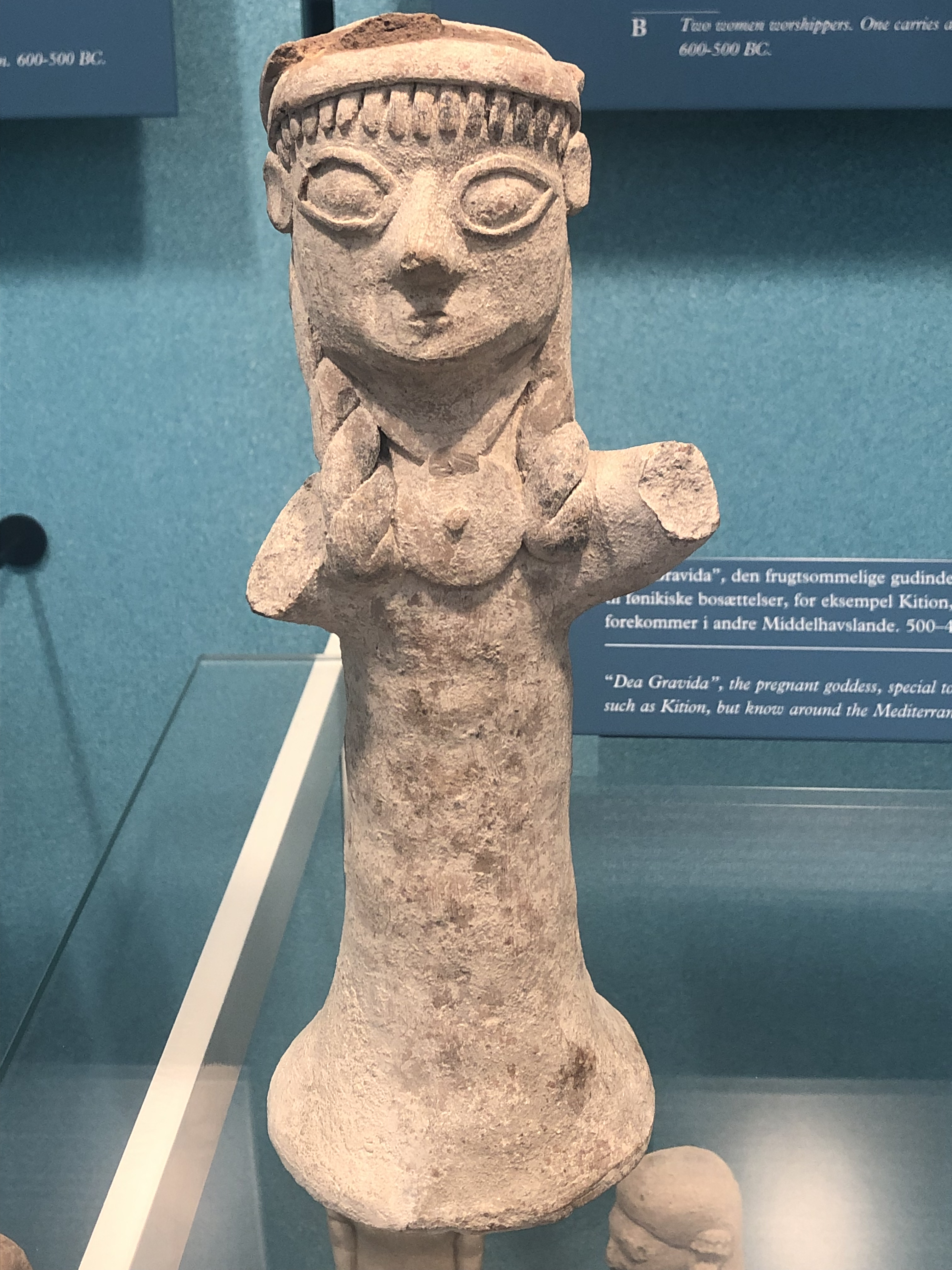
Un ejemplo de una figura de Dea Gravida (Museo Nacional de Dinamarca)

Las figuras votivas generalmente muestran a una diosa embarazada o a una mujer sentada o de pie, a menudo con una mano apoyada sobre su abdomen. Estas figuras fueron hechas exclusivamente de terracota y son típicamente pequeñas. Las figuras a menudo se representaban portando velos con el cabello trenzado enrollado a cada lado de la cabeza debajo, lo que llevó a iniciales descripciones engañosas como figuras que tienen una "cobra de capucha" o "cuernos". Se encontró una variante en Trípoli, que muestra la figura sosteniendo una torta de ofrenda.
Las figuras se hicieron por primera vez en la costa del Levante mediterráneo en el siglo VIII a. C. y se generalizaron durante los siglos VI al IV a. C. con los primeros ejemplos conocidos en Chipre apareciendo en el siglo VI a. C. Las representaciones del embarazo y la maternidad eran poco comunes en la iconografía del Cercano Oriente, ya que la fertilidad se indicaba típicamente mediante figuras femeninas desnudas que sostenían sus senos. Las más numerosas y más finas provienen de tumbas fenicias cerca de Aczib, cerca de la antigua Tiro. Algunas de estas figuras están dedicadas en Chipre desde el siglo VI hasta el siglo V a. C. En Chipre, solo se han encontrado una gran cantidad de figuras en las ciudades de Kition, Lapethos y Amatunte, donde dominaban el idioma y la cultura fenicias. Dentro de Kition, estas figuras se han encontrado en dos santuarios urbanos y en la acrópolis de Amatunte, donde se encontraba el santuario principal de Afrodita Kypria. También se ha encontrado una sola figura en un santuario en Quitri. También se han encontrado figuras en Laconia, en el santuario de Ilitía Inatia en Creta, y posiblemente en el santuario de Deméter en Corinto. Algunas de estas figuras pueden haber tenido una función como modelo de enseñanza médica de la anatomía, ya que algunas se han encontrado con un agujero cuadrado en el abdomen donde se colocó un modelo de feto.
Las figuras de terracota se han dividido en tres grupos diferentes: las hechas a mano, las fabricadas en torno de alfarero y las producidas en moldes. Las figuras moldeadas en serie tuvieron la mayor influencia externa de otras culturas. Estas se usaron en masa como figuras votivas en santuarios, como ofrendas funerarias en cementerios, y a veces se han encontrado entre la carga de barcos mercantes hundidos.